# RM-1 (Spanje)

De RM-1

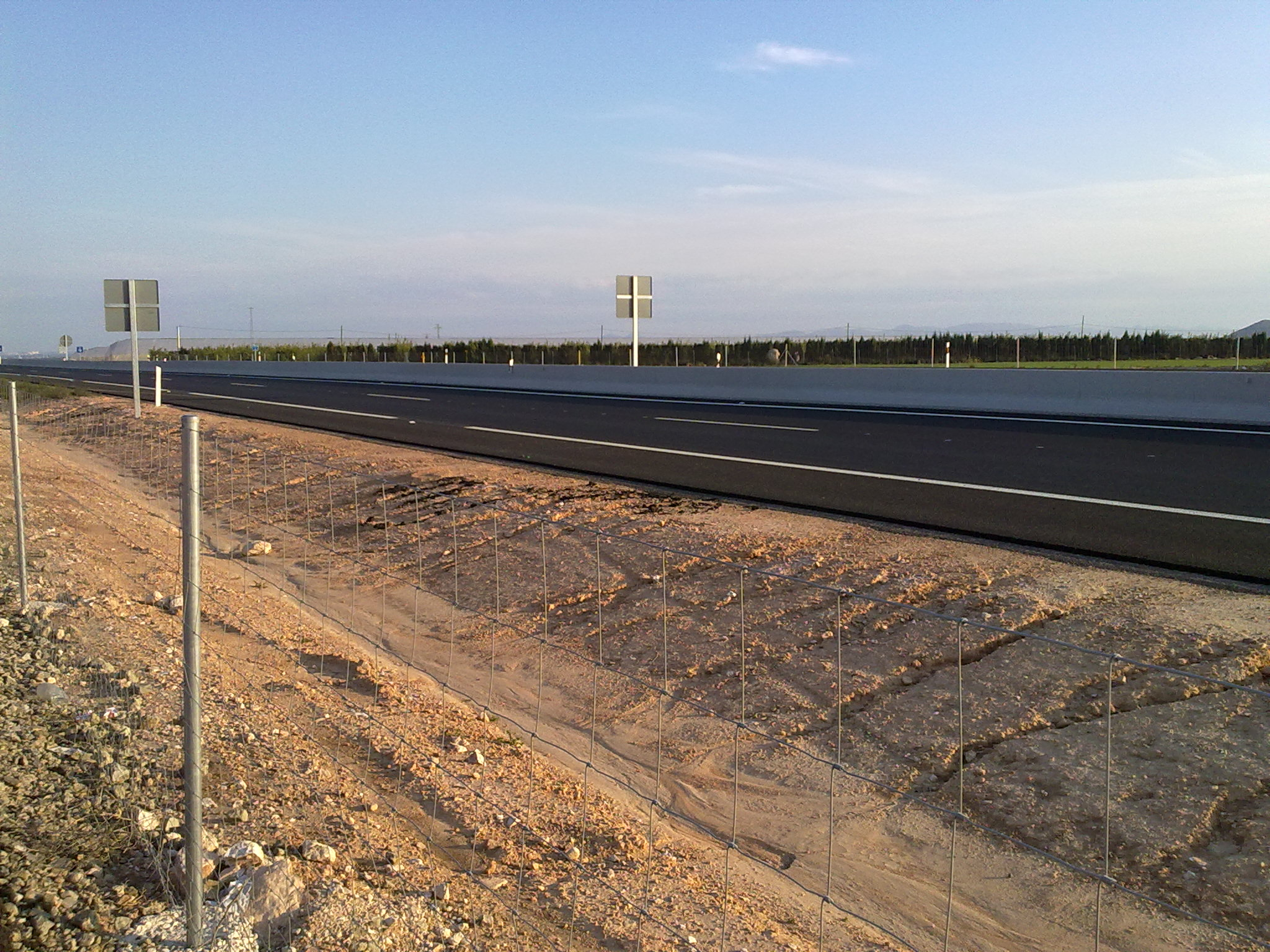
De RM-1 bij Casas Blancas

De RM-1 of Autovía Santomera-San Javier is een autovía in Murcia en verbindt Santomera (A-7) met San Javier (AP-7). Het eerste stuk van 29,4 kilometer werd in 2009 geopend. In totaal moet de RM-1 40,5 kilometer lang worden.